# Amerika Kapitány: A tél katonája
Az Amerika Kapitány: A tél katonája (eredeti cím: Captain America: The Winter Soldier) 2014-ben bemutatott amerikai szuperhős mozifilm, mely a Marvel képregények egyik hőséről, Amerika Kapitányról szól. A film a Marvel-moziuniverzum kilencedik összetevője. A főszereplők Chris Evans, Scarlett Johansson, Sebastian Stan, Anthony Mackie, Cobie Smulders, Frank Grillo, Emily VanCamp, Hayley Atwell, Robert Redford, és Samuel L. Jackson.
Az Amerikai Egyesült Államokban 2014. április 4-én mutatták be, Magyarországon szinkronizálva, április 10-én. 
A Metacritic oldalán a film értékelése 70% a 100-ból, ami 44 véleményen alapul. A Rotten Tomatoeson az Amerika Kapitány: A tél katonája 89%-os minősítést kapott, 241 értékelés alapján.

## Cselekménye
Franciául beszélő terroristák túszokat tartanak fogva egy hadihajón. A S.H.I.E.L.D. kommandóakciót szervez és kiszabadítja a túszokat, a terroristákat megölik. Natasha Romanoff ügynöknek ugyanakkor az a feladata, hogy a hajó adatbankjából a S.H.I.E.L.D.-re vonatkozó adatokat mentsen ki egy pendrive-ra.
Nick Fury ezredes, S.H.I.E.L.D. főnök ellen utcai merényletet követnek el. Sebesülten beosztottja, Steve Rogers / Amerika Kapitány lakására megy, ahol közli vele, hogy lehallgatják őket és hogy senkiben se bízzon, átadja neki a pendrive-ot, majd a szemközti házból halálos lövések érik. A merénylő egy rejtélyes, szuper képességű alak, akit Amerika Kapitány hiába üldöz.
Alexander Pierce miniszter, a S.H.I.E.L.D. irányítója figyelmezteti Steve Rogers-t, hogy el fogja kapni Fury gyilkosait. Tőle távozóban Steve Rogers-t a liftben többen megtámadják, és meg akarják ölni, de sikerül elmenekülnie.
Romanoff és Steve megpróbálják egy internetkávézóban leolvasni a pendrive tartalmát, de az titkosítva van, amit nem tudnak feltörni. A pendrive viszont tartalmaz egy földrajzi koordinátát, ami New Jersey-ben egy elhagyott katonai bázisra mutat. Steve Rogers valamikor itt kezdte a katonáskodást, így feltűnik neki egy épület, ami egy titkos bunkerba vezet. Itt Arnim Zolát, a Vörös Koponyával együtt dolgozott svájci tudóst találják, akit átalakítottak mesterséges intelligenciává. Ő elmondja nekik, hogy a második világháborúban működő HYDRA nevű szervezet - ami ellen a Kapitány is harcolt - nem szűnt meg, hanem a S.H.I.E.L.D.-be beépülve folytatja működését. A HYDRA közvetlen célja a káoszkeltés, aminek révén a szabadság feláldozását akarták elérni a rend érdekében, és ennek eléréséhez áldozatoktól sem riadnak vissza. Közben képek villannak fel, köztük Fury arcképe is, „elhunyt” felirattal. A tudós még megemlíti, hogy kifejlesztett egy Vízió nevű algoritmust, de arról már nem tud beszélni, mert a bunkert időközben a S.H.I.E.L.D. bemérte, és egy rakétát lőtt ki rá, majd megérkezik egy kommandós csapat is, de Romanoff és Steve addigra elmenekülnek.
Alexander Pierce egy titokzatos alakkal beszélget a konyhájában, akit a bejárónője véletlenül meglát, ezért Pierce megöli.
Romanoff és Steve Sam Wilsonhoz mennek (Sólyom), aki fémszárnyakkal repülni tud.
Ők hárman elkapják Jasper Sitwell kettős ügynököt, aki elmondja, hogy a Vízió nevű algoritmus az emberek cselekedetei alapján képes előre látni a jövőt, és ezzel meg tudja akadályozni a rossz dolgok létrejöttét. Ehhez a potenciális elkövetők (pl. Doctor Strange, Bruce Banner) millióinak kiiktatása szükséges, amit a Vízió anyahajói fognak végrehajtani.
Rogers, Romanoff és Wilson összecsapnak egy felüljárón „a tél katonájával”, akiben Rogers régi barátját és katonatársát, Bucky Barnest véli felismerni, aki a második világháborúban eltűnt. Barnes megöli Sitwellt. Kapitányékat elfogják, de Maria Hill kiszabadítja őket, majd elvezeti a triót egy bázishoz, ahol Fury lábadozik (a halálát csak megrendezték). Fury célja az antigravitációs anyahajók vezérlőprogramjának kicserélése.
Alexander Pierce összehívja a Világbiztonsági Tanács tagjait, majd túszul ejti őket, mivel azok fel akarják függeszteni a Vízió aktiválását. Rogers a Triskelion hangszóróin keresztül szól minden a bázison dolgozó emberhez, elmondja a Hydra terveit. Romanoff, az egyik tanácstagnak álcázva bejut a megbeszélésre, ahol Pierce fegyverrel fenyegeti őket, majd, amikor az nem hatásos, néhányukat megöli. Romanoff lefegyverzi Pierce testőreit. Megérkezik Fury, amin Pierce meglepődik, mivel ő akarta megöletni, mert késleltette a Vízió megvalósulását. Végül Fury lelövi Pierce-t.
Harcok árán kiiktatják a három anyahajót, amik már célba vettek Washington körzetében kb. 700 ezer embert. A vezérlőkártya kicserélésével azonban a fegyverek az anyahajók ellen irányulnak. Az utolsón összecsapnak Rogers és Bucky Barnes, akit Rogers nem akar megölni, hanem emlékeztetni akarja rá, hogy ők barátok (Bucky Barnes ugyanis nem emlékszik semmire, mivel a memóriáját Pierce utasítására időnként teljesen kitörlik). Végül Barnes megmenti Rogerst, aki a lelőtt anyahajóról öntudatlanul a Potomac folyó vízébe zuhant.
Nicholas Fury és Steve Rogers is a nyilvánosság számára meghalt. Fury elindul Európába, hogy a még életben lévő kettős ügynököket kiiktassa. Romanoff átadja Rogersnek „a tél katonája” orosz nyelvű aktáját. Rogers meg akarja találni barátját, Wilson felajánlja, hogy segít neki.
A stáblista közepén lévő jelenetnél a HYDRA egyik felsőbb vezetője, Strucker báró kijelenti, hogy „elérkezett a csodák kora”, miközben tudósok egy energiaforrást, „Loki jogarát” tanulmányozzák és két foglyon kísérleteznek vele: Pietro és Wanda Maximoff-on, az egyik szupergyors lett, a másik telekinézisre képes. A stáblista utáni jelenetben a Smithsonian Intézet kiállításán „a tél katonája” Bucky Barnes tablóját látogatja meg.

## Szereplők
| Színész               | Szereplő                                       | Magyar hang          | Leírás |
| --------------------- | ---------------------------------------------- | -------------------- | --- |
| Chris Evans           | Steve Rogers / Amerika Kapitány                | Zámbori Soma         | Bosszúálló és egy második világháborús veterán, akit egy kísérleti szérummal szuper erőssé vált, majd belefagyottajégbe, és most a 21. században próbál alkalmazkodni. |
| Scarlett Johansson    | Natasha Romanoff / Fekete Özvegy               | Csondor Kata         | Bosszúálló és egy magasan képzett kém és bérgyilkos, aki a S.H.I.E.L.D.-nek dolgozik és összeáll Rogers-szel.                                                          |
| Sebastian Stan        | James Buchanan "Bucky" Barnes / A Tél katonája | Hamvas Dániel        | Steve Rogers gyerekkori legjobb barátja, aki agymosott bérgyilkosként bukkant fel újra, miután állítólag elesett a II. világháborúban.                                 |
| Anthony Mackie        | Sam Wilson / Sólyom                            | Papp Dániel          | Az amerikai légierő egykori mentőalakulata, akit a hadsereg légi harcra képzett ki egy speciálisan erre a célra tervezett szárnycsomaggal                              |
| Cobie Smulders        | Maria Hill                                     | Szinetár Dóra        | A S.H.I.E.L.D. magas rangú ügynöke, aki szorosan együttműködik Nick Fury-val.                                                                                          |
| Frank Grillo          | Brock Rumlow                                   | Makranczi Zalán      | A S.H.I.I.E.L.D. terrorelhárító S.T.R.I.K.E. csapatának parancsnoka.                                                                                                   |
| Emily VanCamp         | Sharon Carter / 13-as ügynök                   | Földes Eszter        | S.H.I.E.L.D.-ügynök, akit a tudta nélkül bíztak meg Rogers őrzésével.                                                                                                  |
| Hayley Atwell         | Peggy Carter                                   | Balsai Móni          | A Stratégiai-tudományos egység nyugalmazott katonai ügynöke és a S.H.I.E.L.D. társalapítója és Steve Rogers egykori szerelmese.                                        |
| Robert Redford        | Alexander Pierce                               | Dunai Tamás          | A S.H.I.E.L.D. egyik vezető tisztviselője, a Világbiztonsági Tanács tagja és Nick Fury régi bajtársa.                                                                  |
| Samuel L. Jackson     | Nick Fury                                      | Vass Gábor           | A S.H.I.I.E.L.D. igazgatója. |
| Toby Jones            | Dr. Arnim Zola                                 | Háda János           | A náci párt biokémikusa, aki letöltötte a tudatát egy számítógépbe. |
| Maximiliano Hernández | Jasper Sitwell                                 | Maday Gábor          | A S.H.I.E.L.D. ügynök |
| Garry Shandling       | Stern szenátor                                 | Mertz Tibor          | Az Egyesült Államok szenátora. |
| Georges St-Pierre     | Georges Batroc                                 | Csík Csaba Krisztián | Zsoldos és a kick-box francia formájának, a savate-nak a mestere. |
| Callan Mulvey         | Jack Rollins                                   | Varga Gábor          | A S.H.I.I.E.L.D. S.T.R.I.K.E. egységének tagja. |
| Alan Dale             | Rockwell tanácsos                              | Barbinek Péter       | A Biztonsági Világtanács tagjai. |
| Jenny Agutter         | Hawley tanácsos                                | Menszátor Magdolna   | A Biztonsági Világtanács tagjai. |
| Chin Han              | Yen tanácsos                                   | Szatmári Attila      | A Biztonsági Világtanács tagjai. |
| Bernard White         | Singh tanácsos                                 | Kassai Károly        | A Biztonsági Világtanács tagjai. |
| Gary Sinise           | Narrátor (hang)                                | Mihályi Győző        | az Amerika Kapitány témájú Smithsonian Intézet kiállításának narrátora.                                                                                                |
| Stan Lee              | önmaga                                         | Kajtár Róbert        | Őr a Smithsonianben. |
| Thomas Kretschmann    | Wolfgang von Strucker                          | László Zsolt         | Magas rangú Hydra-vezető, aki emberkísérletekre szakosodott. |
| Henry Goodman         | Dr List                                        | Perlaki István       | A Hydra tudósa, aki Loki jogarával és az ikrekkel, Pietro és Wanda Maximoffal kísérletezett.                                                                           |
| Elizabeth Olsen       | Wanda Maximoff                                 | Nem szólal meg       | Ikerpár, akiken a Hydra kísérletezik. |
| Aaron Taylor-Johnson  | Pietro Maximoff                                | Nem szólal meg       | Ikerpár, akiken a Hydra kísérletezik. |